# Platypalpus pallescens
Platypalpus pallescens är en tvåvingeart som beskrevs av Nikolai Vasilevich Kovalev 1979. Platypalpus pallescens ingår i släktet Platypalpus och familjen puckeldansflugor. Inga underarter finns listade i Catalogue of Life.